# Lucienola maai
Lucienola maai är en insektsart som först beskrevs av Jin, Xingbao 1993.  Lucienola maai ingår i släktet Lucienola och familjen vårtbitare. Inga underarter finns listade i Catalogue of Life.